# Huawei Symantec
Huawei Symantec Technologies Co., Ltd. (chinesisch 华为赛门铁克科技有限公司, Pinyin Huawei Sàiméntiěkè Keji Yǒuxiàn Gōngsī) war ein Entwickler, Hersteller und Anbieter von Netzwerksicherheits-, Speicher- und Computing-Lösungen.
Das Unternehmen wurde 2008 als Joint Venture zwischen Huawei und Symantec gegründet. 2011 wurde das Gemeinschaftsunternehmen komplett von Huawei übernommen und ein Jahr später aufgelöst.

## Technologische Konvergenz, Forschung und Entwicklung
Huawei Symantec war Eigentümer von mehr als 300 Patenten im Speicher- und Netzwerksicherheitsbereich, und rund 30 von ihnen wurden als formale technologischen Standards angenommen. Huawei Symantec nahm an verschiedenen Normungsgremien teil, wobei teilweise der Vorsitz oder stellvertretende Vorsitz bekleidet wurde. Mehr als 50 % der Angestellten waren in Forschung und Entwicklung in Forschungslabors in Peking, Shenzhen, Hangzhou in China, ferner in Indien beschäftigt.

## Geschichte
Huawei Symantec wurde 2008 als Joint Venture zwischen Huawei und Symantec gegründet. Huawei besaß zunächst 51 % des Unternehmens, während Symantec 49 % hielt. Der Hauptsitz war in Chengdu, China. Der Präsident und CEO von Symantec, John W. Thompson, wurde Vorsitzender, der Geschäftsführer und Stifter von Huawei, Ren Zhengfei, CEO von Huawei Symantec.
2011 übernahm Huawei das Gemeinschaftsunternehmen komplett und zahlte dabei 530 Millionen US-Dollar für Symantecs Beteiligung und löste das Unternehmen im Folgejahr auf.